# Ligue de football Nouvelle-Aquitaine
La Ligue de football de Nouvelle-Aquitaine est un organe fédéral dépendant de la Fédération française de football créé en 2016 et chargé d'organiser les compétitions de football au niveau de la région Nouvelle-Aquitaine. Son siège se trouve à Puymoyen près d'Angoulême et son centre administratif au Haillan, dans la banlieue nord-ouest de Bordeaux.
Conséquence de la réforme territoriale des régions, le ministère de la Jeunesse et des Sports demande à la FFF de calquer l'échelon des Ligues de football sur celle des nouvelles régions. C'est ainsi que naît la Ligue de Nouvelle-Aquitaine issue de la fusion de la Ligue d'Aquitaine et de la Ligue du Centre-Ouest.
La LFNA compte actuellement douze districts calqués sur les départements de la Charente, de la Charente-Maritime, de la Corrèze, de la Creuse, de la Dordogne, de la Gironde, des Landes, du Lot-et-Garonne, des Pyrénées-Atlantiques, des Deux-Sèvres, de la Vienne, et de la Haute-Vienne.

## Histoire
La Ligue du Centre-Ouest de football était un organe fédéral dépendant de la Fédération française de football créé en 1919 et chargé d'organiser les compétitions de football au niveau des régions Poitou-Charentes et Limousin. Cette dernière fut fondée en 1919 et regroupait alors les clubs des départements du Poitou, des Charentes et du Limousin (exception faite de la Creuse), ainsi que ceux des départements de Vendée et d'une partie de la Dordogne (Périgord). Au fil des années, la Ligue va récupérer l'adhésion des clubs de la Creuse qui évoluait alors en Ligue d'Auvergne, puis voir la Vendée quitter la Ligue en 1967 pour la Ligue Atlantique et enfin le départ des clubs périgourdins pour la Ligue d'Aquitaine en 1981. Son siège qui se trouvait à Puymoyen près d'Angoulême est devenu celui de la nouvelle Ligue de football de Nouvelle-Aquitaine.
La Ligue d'Aquitaine de football était un organe fédéral dépendant de la Fédération française de football créé en 1919, sous le nom de Ligue du Sud-Ouest, et chargé d'organiser les compétitions de football au niveau de la région Aquitaine. La Ligue d'Aquitaine avait son siège au Bouscat, dans la banlieue bordelaise, comptait huit districts calqués en partie sur les départements de Dordogne, des Landes, du Lot-et-Garonne, des Pyrénées-Atlantiques pour les quatre premiers et des zones géographique du département de la Gironde (Bordeaux, Gironde-Atlantique, Gironde-Est, Sauternais-et-Graves) pour les quatre autres. Les quatre districts fusionnent également en 2017 pour former celui de Gironde.
En 2017, à la suite de la réforme des régions, la Ligue d'Aquitaine fusionne avec la Ligue du Centre-Ouest pour former la Ligue de football Nouvelle-Aquitaine.

## Structures de la Ligue

### Organigramme
À la suite de la réunion du Comité de Direction , voici la composition du bureau de la Ligue de Football de Nouvelle-Aquitaine depuis 2020  :
| Comité Directeur | Administration |
| --- | --- |
| Président : François Grenet Président Délégué : Philippe Oyhamberry Secrétaire général : Marie-Ange Ayrault Guilorit Trésorier : Pascal Mirebeau | Président du District de la Vienne : Stéphane Basq Président du District des Deux-Sèvres : Daniel Guignard Président du District de Charente : Gilles Rouffignat Président du District de la Charente-Maritime :Pierrette Barrot Président du District de la Haute-Vienne : Thimotée Johnson Président du District de la Creuse : Philippe Lafrique Président du District de la Corrèze : Jean-François Bonnet Président du District de la Dordogne : Eric Lacour Président du District de la Gironde : Alexandre Gougnard Président du District des Landes : Loreto Guagliardi Président du District du Lot-et-Garonne : Sylvain Michelet Président du District des Pyrénées-Atlantique : Mathieu Rabby Représentant des arbitres : David Wailliez |

### Compétitions organisées
La Ligue de football de Nouvelle-Aquitaine (LFNA) organise les compétitions entre clubs à l'échelon de la région Nouvelle-Aquitaine , quelle que soit la catégorie d'âge depuis la saison 2023-2024.
| Championnats - Séniors Régional 1 - Séniors Régional 2 - Séniors Régional 3 - U19 Régional 1 - U19 Régional 2 - U18 Régional 1 - U18 Régional 2 - U17 Régional - U16 Régional 1 - U16 Régional 2 - U15 Régional - U14 Régional 1 - U14 Régional 2 - Féminines Régional 1 - Féminines Régional 2 - Championnat U14-U17 Féminines à 11 - Championnat Futsal Régional 1 (Nord et Sud) - Championnat Futsal Régional 2 | Coupes et matchs amicaux - Coupe de France - Coupe Gambardella - Coupe de France Féminine - Coupe de Nouvelle-Aquitaine - Coupe Féminine de Nouvelle-Aquitaine - Matchs amicaux Séniors - Matchs amicaux Féminines - Matchs amicaux U19 - Matchs amicaux U17 - Matchs amicaux U15 - Matchs amicaux U13 - Matchs amicaux Futsal |

## Palmarès
L'Angoulême Charente FC termina premier de la poule de National 3 lors de la saison 2018/2019 et évolue désormais en National 2.
Le SO Châtellerault, l'UA Cognac et le FC Bassin d'Arcachon finirent respectivement premiers des poule A, poule B et poule C de Régional 1 lors de l'exercice 2018/2019. Ces derniers évoluent en National 3 à compter de la saison 2019/2020.
Lors de la saison 2019/2020, le Stade montois finit premier du groupe Nouvelle-Aquitaine de National 3.
Le FC Libourne (33), le CA Neuville-de-Poitou (86) et le FC Tartas-Saint-Yaguen (40) terminèrent leaders de leur poule de Régional 1 et évoluent pour l'exercice 2020/2021 en National 3.
La saison 2020/2021, pour l'ensemble des divisions régionales, fut amputée par l'épidémie de covid-19.
Lors de l'exercice 2021/2022, Stade Bordelais termina premier de la poule de National 3 lors de la saison 2018/2019 et évolue désormais en National 2.
L'ES Guéret (23), le FC Portes Entre Deux Mers (33) et l'équipe réserve du Pau FC (64) terminèrent premiers de leur poule de Régional 1 et évoluent désormais en National 3.
La saison 2022/2023 a vu le FC Libourne terminer premier de la poule de National 3 désormais géré depuis Paris par la Fédération française de football et la montée à ce niveau du FC Chauray (79), l'AS Panazol (87) et Saint-Paul-lès-Dax Sports (40), après avoir terminé premier de leur poule respective de Régional 1.
La saison 2023/2024 a vu le  clubs rejoints par les Genêts d'Anglet et le Stade Poitevin FC, terminés premiers de leur poule du championnat de National 3 gérée depuis Paris par la Fédération française de football et la remontée à ce niveau du FC Bassin d'Arcachon, après avoir fini champion Régional 1 de Nouvelle-Aquitaine.

## Compétitions
Trois divisions sont placées sous la responsabilité de la Ligue de football Nouvelle-Aquitaine :
- Le Régional 1 (division 6, 2 poules de 14 clubs)
- Le Régional 2 (division 7, 6 poules de 12 clubs)
- Le Régional 3 (division 8, 12 poules de 12 clubs)

Le National 3 (division 5, 1 groupe de 14 clubs) entre la saison 2017-2018 et la saison 2022-2023, auparavant géré par la LFNA est depuis la saison 2023/2024 directement conduit par la Fédération française de football à Paris,,.

## Football masculin
Les clubs régionaux qui ont atteint la Ligue 1 sont le FC Girondins de Bordeaux, l'Angoulême Charente FC, le Limoges Football et les Chamois Niortais FC. Le niveau de Ligue 2 a également été atteint par le FC Libourne, le SO Châtellerault, le Pau FC, l'ES La Rochelle, le Stade Poitevin FC, l'ESA Brive, le Pau FC, l'UES Montmorillon et l'AS Saint-Seurin, club aujourd'hui disparu.
Lors de la saison 2024-2025, seulement 15 clubs et de la région évoluent dans les divisions nationales :
- le Pau FC  en Ligue 2,
- ensuite viennent les présences en National 2 de l'Angoulême Charente FC,  du Bergerac Périgord FC, clubs rejoints par les Genêts d'Anglet et du Stade Poitevin FC, sacrés champions en National 3 lors de la saison 2023-2024 et du Football Club des Girondins de Bordeaux relégué administrativement pour raisons financières.
- et pour finir les clubs de National 3 du Stade Bordelais, de l'Aviron Bayonnais FC, de l'US Lège-Cap-Ferret, de l'AS Panazol, du SO Châtellerault, de l'US Chauvigny, du FC Chauray, du Trélissac FC, relégué du championnat de National 2 lors de la saison 2023-2024 et du FC Bassin d'Arcachon, champion de Régional 1 de la Ligue Nouvelle Aquitaine.

A noter que les Chamois Niortais FC sont comme FC Girondins de Bordeaux, relégués administrativement pour problèmes financiers, mais en championnat de Régional 3 de la Ligue de football Nouvelle-Aquitaine.
| FC Girondins de Bordeaux Stade Bordelais Pau FC Angoulême-Charente FC Bergerac Périgord FC Trélissac FC Aviron Bayonnais FC Les Genêts d'Anglet US Lège-Cap-Ferret AS Panazol SO Châtellerault Stade Poitevin FC US Chauvigny FC Chauray FC Bassin d'Arcachon |

| Légende : | Légende : |
| --------- | --- |
|           | Championnat de France de football de Ligue 1 (D1) : aucun. Championnat de France de football de Ligue 2 (D2) : Pau FC. Championnat de France de football National (D3) : aucun Championnat de France de football de National 2 (D4) : Les Genêts d'Anglet, Angoulême Charente FC, Bergerac Périgord FC, FC Girondins de Bordeaux, Stade Poitevin FC Championnat de France de football de National 3 (D5) : FC Bassin d'Arcachon, Stade Bordelais, FC Girondins de Bordeaux rés., Aviron Bayonnais FC, SO Châtellerault, FC Chauray, US Chauvigny, Pau FC rés., US Lège-Cap-Ferret, AS Panazol et Trélissac FC. |

### Clubs évoluant en Régional 1
| Angoulême Charente FC rés. |
| FC Bressuire               |
| ESA Brive                  |
| ES Buxerolles              |
| AS Cozes                   |
| CS Feytiat                 |
| JA Isle                    |
| ES La Rochelle             |
| CA Neuville-de-Poitou      |
| FC Nueil-les-Aubiers       |
| FC Périgny                 |
| Rochefort FC               |
| Thouars Foot 79            |

| Liste par département : | Liste par département : |
| ----------------------- | --- |
|                         | Charente (1) : Angoulême Charente FC rés. Charente-Maritime (4) : AS Cozes, ES La Rochelle, FC Périgny, Rochefort FC Corrèze (1) : ESA Brive Deux-Sèvres (4) : FC Bressuire, FC Nueil-les-Aubiers, Thouars Foot 79 Vienne (2) : ES Buxerolles, CA Neuville-de-Poitou Haute-Vienne (2) : CS Feytiat, JA Isle |

| FC Bergerac Périgord rés.     |
| FC Biganos                    |
| Entente Boé-Bon-Encontre      |
| ES Boulazac                   |
| SAG Cestas                    |
| FC du Langonnais              |
| AS Mazères-Uzos-Rontignon     |
| FCE Mérignac-Arlac            |
| SA Mérignac                   |
| FC Portes Entre Deux Mers     |
| Arin Luzien Saint-Jean-de-Luz |
| Saint-Paul-les-Dax Sport      |
| Trélissac FC rés.             |
| Jeunesse Villenave d’Ornon    |

| Liste par département : | Liste par département : |
| ----------------------- | --- |
|                         | Dordogne (3) : FC Bergerac Périgord rés., ES Boulazac, Trélissac FC rés. Gironde (7) : FC Biganos, SAG Cestas, FC du Langonnais, FCE Mérignac-Arlac, SA Mérignac, FC Portes Entre Deux Mers, Jeunesse Villenave d’Ornon Landes (1) : Saint-Paul-les-Dax Sport Lot-et-Garonne (1) : Entente Boé-Bon-Encontre Pyrénées-Atlantiques (2) : AS Mazères-Uzos-Rontignon, Arin Luzien Saint-Jean-de-Luz |

### Clubs évoluant en Régional 2
| ES Beaumont-Saint-Cyr              |
| US Chauvigny rés.                  |
| FC Dompierre-sur-Mer-Sainte-Soulle |
| E Le Tallud                        |
| LL Ligugé                          |
| SA Moncoutant                      |
| Ozon FC                            |
| RC Parthenay-Viennay               |
| Stade Poitevin FC rés.             |
| Stade Ruffecois                    |
| CA Saint-Savin-Saint-Germain       |
| Thouars Foot 79 rés.               |

| Liste par département : | Liste par département : |
| ----------------------- | --- |
|                         | Charente (1) : Stade Ruffecois Charente-Maritime (1) : FC Dompierre-sur-Mer-Sainte-Soulle Deux-Sèvres (5) : E Le Tallud, SA Moncoutant, RC Parthenay-Viennay, Thouars Foot 79 rés. Vienne (6) : ES Beaumont-Saint-Cyr, US Chauvigny rés., LL Ligugé, Ozon FC, Stade Poitevin FC rés. , CA Saint-Savin-Saint-Germain |

| EF Aubussonnais                   |
| FC Charente Limousine             |
| US Chancelade-Marsac              |
| USE Couzeix-Chaptelat             |
| AS Gouzon                         |
| ES Guéret                         |
| AS Jugeals-Noailles               |
| Limoges Football                  |
| Amicale Franco-Portugaise Limoges |
| UES Montmorillon                  |
| AS Saint-Pantaléon-de-Larche      |
| Tulle Foot Corrèze                |

| Liste par département : | Liste par département : |
| ----------------------- | --- |
|                         | Charente (1) : FC Charente Limousine Corrèze (3) : AS Jugeals-Noailles, AS Saint-Pantaléon-de-Larche, Tulle Foot Corrèze Creuse (3) : EF Aubussonnais, ES Guéret, AS Gouzon Dordogne (1) : US Chancelade-Marsac Vienne (1) : UES Montmorillon Haute-Vienne (3) : USE Couzeix-Chaptelat, Amicale Franco-Portugaise Limoges, Limoges Football |

| Alliance Foot 3B Barbezieux-Baignes-Barret |
| CS Leroy Angoulême                         |
| Avenir 79 FC                               |
| CMO Bassens                                |
| US Cenon                                   |
| FC Chauray rés.                            |
| Etoile Maritme FC                          |
| Jarnac Sports                              |
| UA Niort Saint-Florent                     |
| OL Niort Saint-Liguaire                    |
| AS Saint-Yrieix-sur-Charente               |
| JS Sireuil                                 |

| Liste par département : | Liste par département : |
| ----------------------- | --- |
|                         | Charente (4) : Alliance Foot 3B Barbezieux-Baignes-Barret, CS Leroy Angoulême, AS Saint-Yrieix-sur-Charente, JS Sireuil Charente-Maritime (2) : Etoile Maritme FC, Jarnac Sports Gironde (2) : CMO Bassens, US Cenon Deux-Sèvres (4) : Avenir 79 FC, FC Chauray rés., UA Niort Saint-Florent, OL Niort Saint-Liguaire |

| SU Agen                    |
| FC Arsac Le Pian-Médoc     |
| AF Casseuneuil-Pailloles   |
| FC Cœur Médoc Atlantique   |
| FC Grand Saint-Emilionnais |
| FC des Graves              |
| US Lormont                 |
| FC Marmande 47             |
| AS Nontron-Saint-Pardoux   |
| FC Pessac Alouette         |
| Prigonrieux FC             |
| FC Talence                 |

| Liste par département : | Liste par département : |
| ----------------------- | --- |
|                         | Dordogne (2) : AS Nontron-Saint-Pardoux, Prigonrieux FC Gironde (7) : FC Arsac Le Pian-Médoc, FC Coeur Médoc Atlantique,FC Grand Saint-Emilionnais, FC des Graves, US Lormont, FC Pessac Alouette, FC Talence Lot-et-Garonne (3) :SU Agen, AF Casseuneuil-Pailloles, FC Marmande 47 |

| Croisés de Saint-André de Bayonne       |
| Patronage Bazas                         |
| ES Blanquefort                          |
| Stade Bordelais rés.                    |
| Union Saint-Bruno Bordeaux              |
| FC Lescar                               |
| FC Portes Entre Deux Mers rés.          |
| Stade Saint-Médardais-d'Eyrans          |
| FC Saint Médard-en-Jalles               |
| Saint-Paul-lès-Dax Sports rés.          |
| Hiriburuko Ainhara Saint-Pierre-D'Irube |
| Seignosse-Cap-Breton-Soustons FC        |

| Liste par département : | Liste par département : |
| ----------------------- | --- |
|                         | Gironde (7) : Patronage Bazas, ES Blanquefort, Stade Bordelais rés., Union Saint-Bruno Bordeaux, FC Portes Entre Deux Mers rés., Stade Saint-Médardais-d'Eyrans, FC Saint Médard-en-Jalles Landes (2) : Seignosse-Cap-Breton-Soustons FC, Saint-Paul-lès-Dax Sports rés. Pyrénées-Atlantiques (3) : Croisés de Saint-André de Bayonne, FC Lescar, Hiriburuko Ainhara Saint-Pierre-D'Irube |

| Andernos Sport FC        |
| Les Genêts d'Anglet rés. |
| ES Audenge               |
| Aviron Bayonnais rés.    |
| Jeanne d'Arc de Biarritz |
| Biscarrosse Olympique    |
| FC Doazit                |
| La Brède FC              |
| US Le Bouscat            |
| FC Martignas-Illac       |
| FCE Mérignac-Arlac rés.  |
| Stade Montois            |

| Liste par département : | Liste par département : |
| ----------------------- | --- |
|                         | Gironde (6) : Andernos Sport FC, ES Audenge, La Brède FC, US Le Bouscat, FC Martignas-Illac, FCE Mérignac-Arlac rés. Landes (3) : Biscarrosse Olympique, FC Doazit, Stade Montois Pyrénées-Atlantiques (3) : Les Genêts d'Anglet rés., Aviron Bayonnais rés., Jeanne d'Arc de Biarritz |

### Clubs évoluant en Régional 3
| ES Aubinrorthais                |
| Aunis Avenir FC                 |
| ES Beaumont-Saint-Cyr rés.      |
| FC Bressuire rés.               |
| CO Cerizay                      |
| Chasseneuil-Saint-Georges FC    |
| SO Châtellerault rés.           |
| Inter Bocage FC                 |
| AM Laleu-La Pallice La Rochelle |
| CS Naintré                      |
| US Saint-Sauveur                |
| FC Vrines Thouars               |

| Liste par département : | Liste par département : |
| ----------------------- | --- |
|                         | Charente-Maritime (2) : Aunis Avenir FC, AM Laleu-La Pallice La Rochelle Deux-Sèvres (6) : ES Aubinrorthais, FC Bressuire rés., CO Cerizay, Inter Bocage FC, US Saint-Sauveur, FC Vrines Thouars Vienne (4) : ES Beaumont-Saint-Cyr rés., Chasseneuil-Saint-Georges FC, SO Châtellerault rés., CS Naintré |

| JS Basseau Angoulême   |
| FC Autize              |
| ES Buxerolles rés.     |
| ES Champniers          |
| DR Châtelaillon        |
| AS Echiré-Saint-Gelais |
| Gâti-Foot              |
| LL Ligugé rés.         |
| AS Mignaloux-Beauvoir  |
| JS Nieuil l’Espoir     |
| FC Réthais             |
| FC Sud Gâtine          |

| Liste par département : | Liste par département : |
| ----------------------- | --- |
|                         | Charente (2) : JS Basseau Angoulême, ES Champniers Charente-Maritime (2) : DR Châtelaillon, FC Réthais Deux-Sèvres (4) : FC Autize, AS Echiré-Saint-Gelais, Gâti-Foot, FC Sud Gâtine Vienne (4) :ES Buxerolles rés., LL Ligugé rés., AS Mignaloux-Beauvoir, JS Nieuil l’Espoir |

| ES Celles-sur-Belle-Verrines |
| UA Cognac                    |
| Estuaire Haute-Gironde       |
| ES Linars                    |
| Avenir de Matha              |
| Chamois Niortais FC          |
| UA Niort Saint-Florent rés.  |
| US Nord Gironde              |
| AS Pays Mellois              |
| Rochefort FC rés.            |
| Royan-Vaux FC                |
| FC Saint-André-de-Cubzac     |
| Saint-Palais-sur-Mer Sport   |

| Liste par département : | Liste par département : |
| ----------------------- | --- |
|                         | Charente (2) : UA Cognac, ES Linars Charente-Maritime (4) : Avenir de Matha, Rochefort FC rés., Royan-Vaux FC, Saint-Palais-sur-Mer Sport Gironde (3) : Estuaire Haute-Gironde, US Nord Gironde, FC Saint-André-de-Cubzac Deux-Sèvres (4) : ES Celles-sur-Belle-Verrines, Chamois Niortais FC, UA Niort Saint-Florent rés., AS Pays Mellois |

| JA Isle rés.                          |
| La Rochefoucauld-Rivières FC Tardoire |
| FC La Tour-Mareuil-Verteillac         |
| Limens JSA                            |
| JS Lafarge Limoges                    |
| AS Puymoyen                           |
| CA Ribérac                            |
| CA Rilhac-Rancon                      |
| FC Saint-Priest-sous-Aixe             |
| SA Sanilhac                           |
| LT Thiviers                           |
| SC Verneuil-sur-Vienne                |

| Liste par département : | Liste par département : |
| ----------------------- | --- |
|                         | Charente (2) : La Rochefoucauld-Rivières FC Tardoire, AS Puymoyen, Dordogne (5) : FC La Tour-Mareuil-Verteillac, Limens JSA, CA Ribérac, SA Sanilhac, LT Thiviers Haute-Vienne (5) : JA Isle rés., JS Lafarge Limoges, CA Rilhac-Rancon, FC Saint-Priest-sous-Aixe, SC Verneuil-sur-Vienne |

| US Bessines-Morterolles       |
| USC Bourganeuf                |
| CS Boussac                    |
| ES Château-Larcher            |
| USA Compreignac               |
| USE Couzeix-Chaptelat rés.    |
| FC Fontaine-le Comte          |
| ES Guéret rés.                |
| ES Nouaillé                   |
| AS Panazol rés.               |
| AS Saint-Suplice-le-Guérétois |
| FC Trois Vallées 86           |

| Liste par département : | Liste par département : |
| ----------------------- | --- |
|                         | Creuse (4) : CS Boussac, USC Bourganeuf, ES Guéret rés., AS Saint-Suplice-le-Guérétois Vienne (4) : ES Château-Larcher, FC Fontaine-le Comte, ES Nouaillé, FC Trois Vallées 86 Haute-Vienne (4) : US Bessines-Morterolles, USA Compreignac, USE Couzeix-Chaptelat rés., AS Panazol rés. |

| AS Aixe-sur-Vienne         |
| FC Argentat                |
| ES Boulazac rés.           |
| ESA Brive rés.             |
| AS Châteauneuf-Neuvic      |
| US Donzenac                |
| Entente SR3V               |
| CS Feytiat rés.            |
| FC Sarlat-Marcillac        |
| US Saint-Léonard-de-Noblat |
| Tulle Foot Corrèze rés.    |
| ES Ussel                   |

| Liste par département : | Liste par département : |
| ----------------------- | --- |
|                         | Corrèze (6) : FC Argentat, ESA Brive rés., US Donzenac, Entente SR3V, Tulle Foot Corrèze rés., ES Ussel Dordogne (2) : ES Boulazac rés., FC Sarlat-Marcillac Haute-Vienne (4) : AS Aixe-sur-Vienne, AS Châteauneuf-Neuvic, CS Feytiat rés., US Saint-Léonard-de-Noblat |

| US Cenon rés.            |
| FC Côteaux Libournais    |
| ES Eysines               |
| FCS Jonzac-Saint-Germain |
| US Lormont rés.          |
| FC Loubès                |
| FC Mascaret              |
| Montpon-Menesplet FC     |
| SC Mouthiers             |
| ES Saintes               |
| FC Sud 17                |
| ASFC Vindelle            |

| Liste par département : | Liste par département : |
| ----------------------- | --- |
|                         | Charente (2) : SC Mouthiers, ASFC Vindelle Charente-Maritime (3) : FCS Jonzac-Saint-Germain, ES Saintes, FC Sud 17 Dordogne (1) : Montpon-Menesplet FC Gironde (6) : US Cenon rés., FC Côteaux Libournais, ES Eysines, US Lormont rés., FC Loubès, FC Mascaret |

| FC Alliance du Moron     |
| CA Bègles                |
| CA Castets-en-Dorthe     |
| Confluent Foot 47        |
| CO Coulounieix-Chamiers  |
| FC Côteaux Pécharmant    |
| US Le Bouscat rés.       |
| AS Le Taillan-Médoc      |
| FC Médoc Océan           |
| US Mussidan-Saint-Médard |
| FC Porte d'Aquitaine 47  |
| AS Le Taillan-Médoc      |
| Trélissac FCR3           |

| Liste par département : | Liste par département : |
| ----------------------- | --- |
|                         | Dordogne (4) : CO Coulounieix-Chamiers, FC Côteaux Pécharmant, US Mussidan-Saint-Médard, Trélissac FCR3 Gironde (5) : FC Alliance du Moron, CA Bègles, US Le Bouscat rés., AS Le Taillan-Médoc, FC Médoc Océan Landes (1) : CA Castets-en-Dorthe Lot-et-Garonne (2) : Confluent Foot 47, FC Porte d'Aquitaine 47 |

| AF Casseuneuil-Pailloles rés. |
| SAG Cestas rés.               |
| La Brède FC rés.              |
| US Lège-Cap-Ferret rés.       |
| Le Mas-d’Agenais AC           |
| US du Marsan                  |
| FC Rive Droite 33             |
| CA Sainte-Hélène              |
| SC Saint-Pierre-du-Mont       |
| Targon-Soulignac FC           |
| FC Tartas-Saint-Yaguen        |
| Stade Ygossais                |

| Liste par département : | Liste par département : |
| ----------------------- | --- |
|                         | Gironde (6) : SAG Cestas rés., La Brède FC rés., US Lège-Cap-Ferret rés., FC Rive Droite 33, CA Sainte-Hélène, Targon-Soulignac FC Landes (4) : US du Marsan, SC Saint-Pierre-du-Mont, FC Tartas-Saint-Yaguen, Stade Ygossais Lot-et-Garonne (2) : AF Casseuneuil-Pailloles rés., Le Mas-d’Agenais AC |

| FC Bassin d'Arcachon rés.                    |
| FC Belin-Béliet                              |
| Coqs Rouges de Bordeaux                      |
| FC du Born                                   |
| SC Cadaujac                                  |
| Hasparren FC                                 |
| Labenne OSC                                  |
| SA Mauléon-Licharre                          |
| Arin Luzien Saint-Jean-de-Luz rés.           |
| Hiriburuko Ainhara Saint-Pierre-D'Irube rés. |
| ASTarnos                                     |
| Labourdins d'Ustaritz                        |

| Liste par département : | Liste par département : |
| ----------------------- | --- |
|                         | Gironde (4) : FC Bassin d'Arcachon rés., Coqs Rouges de Bordeaux, FC Belin-Béliet, SC Cadaujac Landes (3) : FC du Born, Labenne OSC, ASTarnos Pyrénées-Atlantiques (6) : Hasparren FC, SA Mauléon-Licharre, Arin Luzien Saint-Jean-de-Luz rés., Hiriburuko Ainhara Saint-Pierre-D'Irube rés., Labourdins d'Ustaritz |

| RC Bordeaux                     |
| FC Hagetmau                     |
| Union Jurançonnaise             |
| ES Meillon-Assat-Narcastet      |
| SA Mérignac rés.                |
| FA Morlaas Est Béarn            |
| Avenir Mourenx                  |
| Bleuets Notre-Dame Pau          |
| AL Poey-de-Lescar               |
| FC Saint-Martin-de-Seignanx     |
| CA Salles                       |
| Jeunesse Villenave d’Ornon rés. |

| Liste par département : | Liste par département : |
| ----------------------- | --- |
|                         | Gironde (4) : RC Bordeaux, SA Mérignac rés., CA Salles, Jeunesse Villenave d’Ornon rés. Landes (2) : FC Hagetmau, FC Saint-Martin-de-Seignanx Pyrénées-Atlantiques (6) : Union Jurançonnaise, ES Meillon-Assat-Narcastet, FA Morlaas Est Béarn, Avenir Mourenx, Bleuets Notre-Dame Pau, AL Poey-de-Lescar |

| Cazaux Olympique             |
| RC Chambéry                  |
| FC La Ribère                 |
| FC Lescar rés.               |
| FCE Mérignac-ArlacR3         |
| ES Mont-de-Marsan            |
| Stade Montois rés.           |
| ES Nay                       |
| FC Oloron-Sainte-Marie Béarn |
| US Portugaise de Pau         |
| FC Pays Aurossais            |
| Sud Gironde FC               |

| Liste par département : | Liste par département : |
| ----------------------- | --- |
|                         | Gironde (5) : Cazaux Olympique, RC Chambéry, FCE Mérignac-ArlacR3, FC Pays Aurossais, Sud Gironde FC Landes (2) : ES Mont-de-Marsan, Stade Montois rés. Pyrénées-Atlantiques (5) : FC La Ribère, FC Lescar rés., ES Nay, FC Oloron-Sainte-Marie Béarn, US Portugaise de Pau |

## Football féminin
En 1980, l'équipe féminine du FC des Ecureuils Mérignac-Arlac, située dans la banlieue bordelaise  et celle de la section football du « Club Sportif Artistique de Châtellerault (CSAC) », club omnisports fondé en 1945 sous l’égide de la Manufacture d'armes de Châtellerault, , accèdent à l'élite française du football féminin.
Quatre ans plus tard, les féminines de l'ASJ Soyaux-Charente, situées dans la banlieue d'Angoulême obtiennent le titre de Championnat de France de football féminin en 1984.
En 1985, les Poitevines de l'ES Trois-Cités accèdent à la Division 1. Elle évoluent aujourd'hui au niveau régional. L'année suivante, 1986, c'est au tour de l'équipe féminine de l'US Cissé, club d'une petite commune située au nord-ouest de Poitiers, d'accéder à ce niveau.
De nos jours, en région Nouvelle-Aquitaine, seule l'équipe féminine du FC Girondins de Bordeaux évoluaient au plus haut niveau. Le club de l'ASJ Soyaux-Charente a disparu en 2023. Cependant, on notait la présence de l'équipe féminine du SO Châtellerault en Division 3 lors de la saison 2023/2024.
Après des résultats encourageants en D1, la section féminine du Football Club des Girondins de Bordeaux doit faire face aux difficultés financières du club. Les Girondines devaient évoluer en Division 2 lors la saison 2024/2025 mais la DNCG a exclu le club de tout championnat national. 
| FC Girondins de Bordeaux US Cissé FCE Mérignac-Arlac ES Trois-Cités Poitiers CSA Châtellerault SO Châtellerault |

| Légende : | Légende : |
| --------- | --- |
|           | Division 1 : Aucun Division 2 : Aucun. Autres clubs : FC Girondins de Bordeaux, CSA Châtellerault, SO Châtellerault , US Cissé, FC des Ecureuils de Mérignac-Arlac, ES Trois-Cités Poitiers. |

## Sources et liens externes
- Le site officiel de la Ligue de Football de Nouvelle Aquitaine.
- Les résultats des championnats nationaux, saison par saison, du site officiel de la Fédération Française de Football.
- Le site français sur le football  amateur de haut niveau et/ou semi-professionnel en contrat fédéral ainsi que sur les équipes réserves professionnelles.